# Leyr
Leyr ist eine französische Gemeinde mit 910 Einwohnern (Stand: 1. Januar 2022) im Département Meurthe-et-Moselle in der Region Grand Est (bis 2015 Lothringen). Sie gehört zum Arrondissement Nancy und zum Kanton Entre Seille et Meurthe.

## Geografie
Leyr liegt etwa 17 Kilometer nordnordöstlich von Nancy. Umgeben wird Leyr von den Nachbargemeinden Villers-lès-Moivrons im Nordwesten und Norden, Arraye-et-Han im Nordosten, Armaucourt im Osten, Bouxières-aux-Chênes im Süden sowie Montenoy im Westen.

## Bevölkerungsentwicklung
| Jahr                       | 1962 | 1968 | 1975 | 1982 | 1990 | 1999 | 2006 | 2019 |
| Einwohner                  | 622  | 609  | 557  | 662  | 770  | 862  | 921  | 902  |
| Quellen: Cassini und INSEE |      |      |      |      |      |      |      |      |

## Sehenswürdigkeiten
- Kirche Saint-Hilaire von 1772, 1918 wieder errichtet

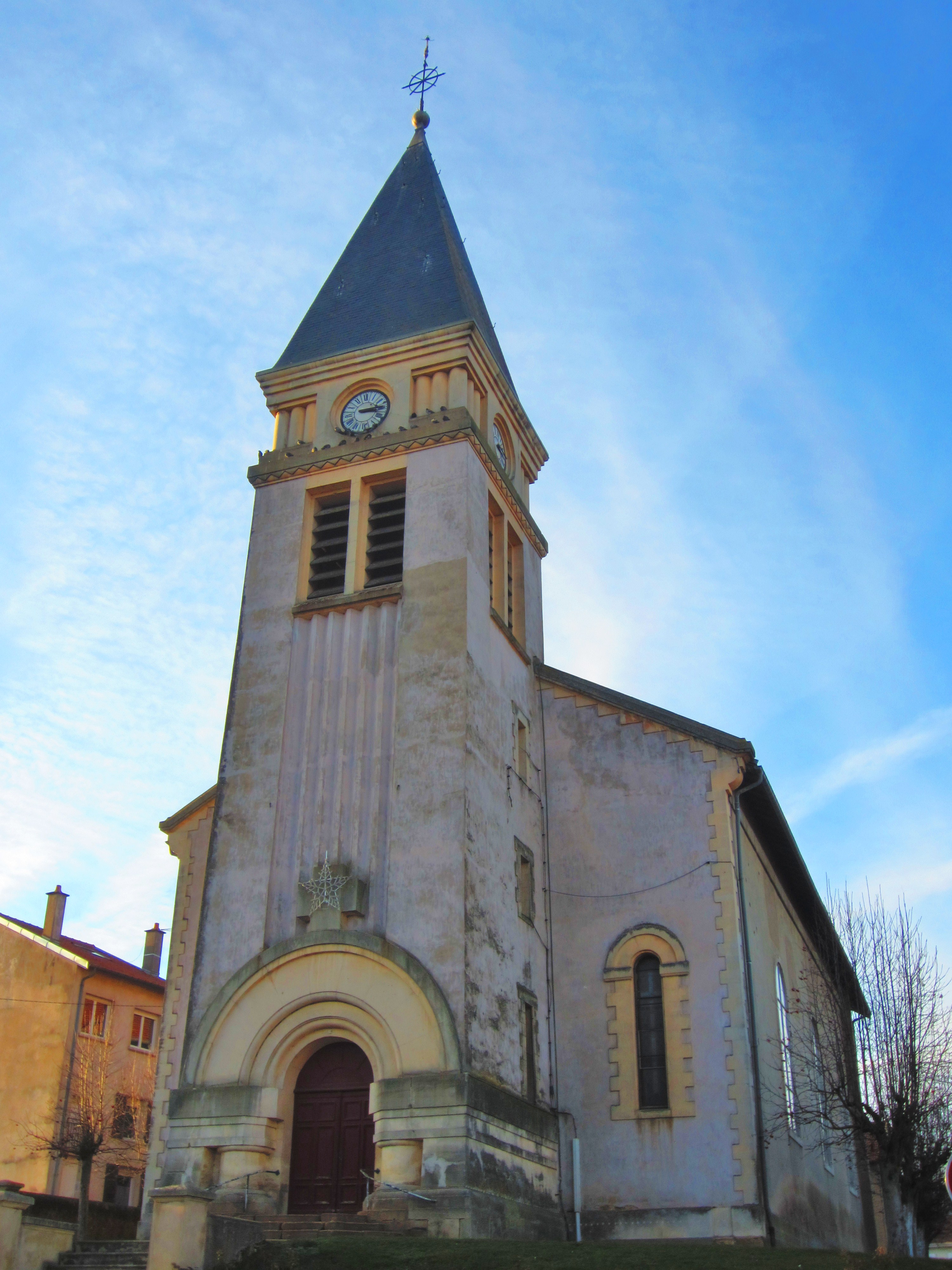
Kirche Saint-Hilaire